# Jean-Pierre Camoin
Pour les articles homonymes, voir Camoin.
Jean-Pierre Camoin, né le 9 mai 1942, est un homme politique français, membre du RPR, ancien maire d'Arles (1983-1995) et sénateur des Bouches-du-Rhône (1989-1998).

## Biographie
Médecin dermatologue, il est élu maire d'Arles en 1983, et effectue deux mandats, durant lesquels il modernise la ville. Élu sans étiquette politique, il adhère ensuite au RPR. Il est battu par Michel Vauzelle aux élections municipales de 1995.
L'œuvre municipale de Jean-Pierre Camoin a profondément marqué l'identité culturelle et patrimoniale d'Arles : soutien aux Rencontres de la Photographie, création de la médiathèque - espace Van Gogh, création du musée de l'Arles antique, restauration du portail roman de l'église Saint-Trophime, soutien aux expositions d'art contemporain au musée Réattu et à l'espace Van Gogh, soutien à l'association du Méjan-Actes Sud, création du collège international des traducteurs littéraires, soutien à l'association pour la création d'une fondation Van Gogh Arles initiée par Yolande Clergue, valorisation du centre historique en secteur sauvegardé, restauration du quartier Lamartine et de la gare, soutien aux associations et groupes de traditions provençales, création du festival de danse au théâtre antique, etc. La Ville continue aujourd'hui de profiter et à valoriser ces actions structurelles qui ont fondé le renouveau culturel d'Arles, reconnu aujourd'hui internationalement grâce au rayonnement des Rencontres photographiques et aux actions de la Fondation LUMA Arles. 
À partir de 1998, il a été le conseiller pour le développement en Afrique du groupe Pierre Fabre.
Il est nommé membre du Conseil économique et social par le président de la République, Jacques Chirac, le 1er septembre 1999, au titre des « personnalités qualifiées ». Il conserve cette fonction jusqu'en 2004.
En 2003, il rejoint également comme conseiller la société BIVAC, filiale de Bureau Veritas.
En 2003, il a initié le Cercle d'amitié et de soutien au renouveau franco-ivoirien (CARFI) dans un but de rapprochement entre les intérêts français et ivoiriens. Les événements de mars et surtout de septembre 2003 mirent à mal cette initiative qui n'eut finalement aucune suite.
Chevalier depuis 1999, il est promu officier dans l'ordre de la Légion d'honneur en avril 2007 sur le contingent du Premier ministre.